# 林拱辰 (清朝)
林拱辰（1865年—1935年），譜名瑞龍（Suī-liông），表字星樞（Sing-tshu），號景其（Kíng-kî）。台灣宜蘭人，父親林釗、叔父林維源，為台灣清治以及日治時期的漢醫以及漢詩詩人，為仰山吟社的創立者之一，尚留存之生平著作有《冤童哂》與《醫方大成》兩本醫書，其餘殘稿則由陳長城編集成《林拱辰先生詩文集》。

## 生平
林拱辰出生於宜蘭仕紳世家，自幼通曉經史，善於詩賦。功名方面，林拱辰於1886年光緒丙戌縣試考取秀才第一名，又於1889年己丑府試考取生員。

## 備註
1. 1 2 3 4  臺灣閩南語常用詞辭典

## 外部資料
- 智慧型全臺詩知識庫